# Ма Јингђу
Ма Јингђу (кин: 馬英九; пин: Mǎ Yīngjiǔ; 13. јул 1950) тајвански је политичар који је био на позицији председника Републике Кине од 2008. до 2016. године. Претходно је био на позицијама министра правде (1993—1996) и градоначелника Тајпеја (1998—2006).